# Louis Charles de Lorraine

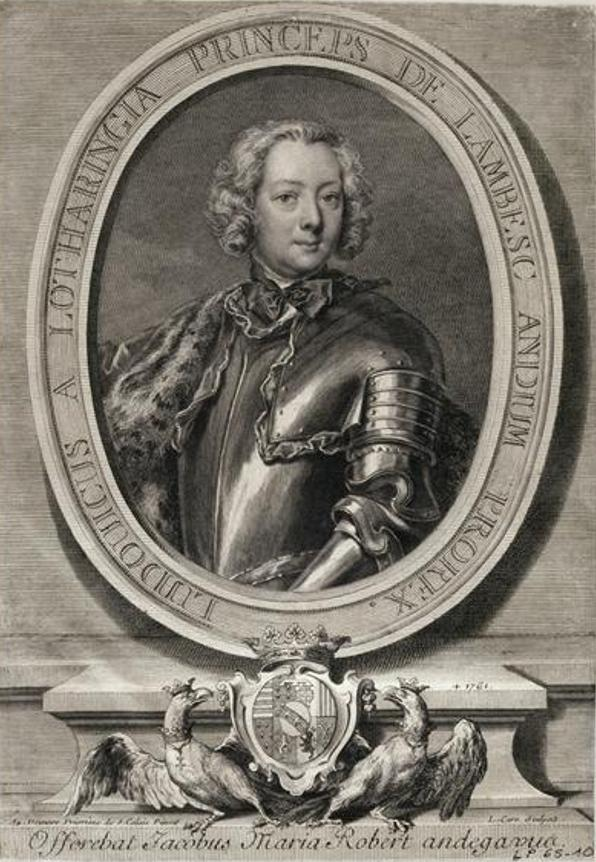
Louis Charles de Lorraine, Prince de Lambesc, Gravur von Laurent Cars, um 1750

Louis Charles de Lorraine (* 10. September 1725 in Paris; † 28. Juni 1761 ebenda durch einen Jagdunfall) war ein Angehöriger der Familie Guise; er war Prince de Lambesc, Comte de Brionne, Comte de Braine, Großstallmeister von Frankreich.

## Leben
Louis Charles de Lorraine war der älteste Sohn von Louis de Lorraine, Prince de Lambesc, und Jeanne-Henriette de Durfort-Duras.
Im Januar 1740 wurde er Gentilhomme à drapeau au Régiment des Gardes françaises, im April 1740 Gouverneur von Anjou nach dem Rücktritt seines Vaters. Am 8. Februar 1742 wurde er Oberst des Régiment d’Auxerrois Infanterie, das durch die Demission des Marquis de Conflans freigeworden war; das Amt übernahm am 6. März 1743 Louis-Joseph de Montcalm. Louis Charles de Lorraine hatte im Februar 1743 ein Kavallerieregiment übernommen, dessen Kommandeur, der Vicomte de Rohan, gestorben war. Im Dezember 1744 wurde er Großstallmeister von Frankreich en survivance, den zugehörigen Eid leistete er am 25. März 1745; mit dem Tod seines Großonkels Charles de Lorraine, Comte d’Armagnac, am 29. Dezember 1751 fiel ihm das Amt zu. Am 6. Juni 1745 war er zum Brigadier befördert und am 21. Mai 1752 in den Orden vom Heiligen Geist aufgenommen worden.
Er starb am 28. Juni 1761 im Alter von 35 Jahren durch einen Jagdunfall.
Ein Litre funéraire mit seinem Wappen umgibt noch immer das Innere der Kirche von Brétigny.

## Ehen und Nachkommen
Louis Charles de Lorraine war drei Mal verheiratet.
Am 3. Februar 1740 heiratete er in erster Ehe Louise Charlotte de Gramont, genannt Mademoiselle de Guiche (* 11. Juli 1725 in Paris; † 3. Februar 1742 ebenda), Tochter von Louis Antoine VI. Armand de Gramont, 5. Duc de Gramont, Pair de France, und Louise Françoise d’Aumont de Crevant d’Humières. Beide waren bei der Hochzeit 15 Jahre alt, doch die junge Frau starb nach zwei Jahren kinderlos an Schwindsucht. Sie wurde im Kapuzinerkonvent an der Place Vendôme bestattet.
Am 29. Dezember 1744 heiratete er in zweiter Ehe Augustine Malo de Coëtquen (* 24. Februar 1722; † 3. Juni 1746 in Paris an einer Brustkrankheit), Tochter von Jules Malo, Marquis de Coëtquen, Comte de Combourg, und Marie Charlotte Elisabeth de Nicolaï. Sie war in erster Ehe mit Charles Auguste de Rochechouart, 5. Duc de Mortemart, Pair de France (X 27. Juni 1743 in der Schlacht bei Dettingen), verheiratet und starb ebenfalls früh. Auch diese Ehe blieb ohne Kinder.
Am 30. Oktober 1748 heiratete er in dritter Ehe in der Abtei Penthemont in Paris Louise Julie Constance de Rohan-Rochefort (* 28. März 1734; † 20. März 1815 in Wien), 1742 Kanonikerin zu Remiremont, Tochter von Charles de Rohan, Prince de Rochefort, Prince de Rohan-Montauban, und Éléonore-Eugénie de Béthisy de Mézières. Ihre Kinder sind:
- Charles Eugène (* 25. Oktober 1751[8] in Versailles; † 21. November 1825 in Wien), Prince de Lorraine, genannt Prince de Lambesc, Besitzer des Herzogtums Elbeuf und 14. August 1763 bis 1789 Herzog von Elbeuf, 1761–1789 Comte de Brionne, 11. Juni 1761 (Eid) bis 1790 Großstallmeister von Frankreich, 1814 Pair de France, 1817 erblicher Duc-Pair; ⚭ (1) 20. Mai 1803 in Lemberg, getrennt, Anna Zetzner (* 14. Februar 1764; † 5. Juni 1814 in Wien) Witwe von Joseph Paul Fürst Sanguszko-Lubartowicz, geschieden von Nestor Kasimir Prinz Sapieha, Witwe von Gaston Graf Potocki; ⚭(2) 23. Januar 1816[9], geschieden 1817, Maria Viktoria Gräfin Folliot de Crenneville (* 14. August 1766; † 19. Oktober 1845 in Wien), Tochter von François Mérédic Folliot, Seigneur de Crenneville, und Anne Pierrette Charlotte de Poutet, Witwe von François Charles de Poutet und Franz de Paula Karl Graf von Colloredo-Waldsee
- Marie Joséphe Thérèse (* 26. August 1753 in Versailles[10]; † 8. Februar 1797 in Turin), genannt Princesse d’Elbeuf, bestattet in Superga; ⚭ 3. November 1768 in Oulx[11] Viktor Amadeus II. von Savoyen, Fürst von Carignan (* 31. Oktober 1743; † 10. September 1780[12])
- Anne Charlotte (* 11. November 1755; † 22. Mai 1786), genannt Princesse de Lorraine, 1775 Koadjutorin und 1784 Äbtissin von Remiremont
- Joseph Marie (* 23. Juni 1759; † 29. März 1812 in Szeged), Prince de Vaudémont, bestattet in der Franziskanerkirche von Szeged; ⚭ 30. Dezember 1778 in Paris Louise Auguste Elisabeth Marie Colette de Montmerency-Logny (getauft 31. Mai 1763 in Gent; † 31. Dezember 1832 in Paris), Princesse de Montmorency, Tochter von Louis Ernest Gabriel de Montmorency, Comte de Logny (Haus Montmorency)